# When the Dead Boughs Will Awake from the Dreams
When The Dead Boughs Will Awake From The Dreams è il primo album in studio degli Ekklesiast, pubblicato nel 2001.

## Il disco
Si tratta del primo album ufficiale della band russa, anche se negli anni precedenti erano già stati pubblicati un live (Oblivion. Live 1998-99) e un demo (Touch of Snowstorm, risalente al 1998). Il sound di When The Dead Boughs Will Awake  		From The Dreams è un doom compatto, su cui però pesa la particolarità dei testi, che sono in russo. Altro fatto piuttosto evidente è la mancanza di assoli.

## Tracce
1. Grief Of These Days
2. Prophesy Of Doom
3. Countdown Point
4. World's Autumn
5. Cover Me With Snow
6. The City
7. Stars Of Your Sky
8. Awakening Among The Warm Days
9. Step To Eternity
10. Reflexes Of Heaven

Riedizione:
1. Grief Of These Days
2. Prophesy Of Doom
3. Countdown Point
4. World's Autumn
5. Cover Me With Snow
6. The City
7. Stars Of Your Sky
8. Awakening Among The Warm Days
9. Step To Eternity
10. Reflexes Of Heaven
11. Touch Of Snowstorm
12. Dark Waters
13. The Winds Blow There
14. Oblivion (1999, bonus)

## Formazione
- Alexandr Senin - chitarra, voce
- Artyom Dolina - basso
- Ferki Vidishichi - batteria